# Zinovij Petrovič Rožestvenskij
Zinovij Petrovič Rožestvenskij, in russo Зиновий Петрович Рожественский?, (San Pietroburgo, 11 novembre 1848 – San Pietroburgo, 14 gennaio 1909), è stato un ammiraglio russo della Marina Imperiale Russa.
È passato alla storia per aver comandato la squadra russa nella battaglia di Tsushima nel corso della guerra russo-giapponese.

## Biografia
Proveniente da una famiglia della piccola nobiltà (il padre era ufficiale medico) si diplomò all'Accademia navale, divenendo esperto d'artiglieria navale partecipò nel 1877 alla guerra russo-turca.
Nel 1883 venne inviato in Bulgaria nazione da poco indipendente con l'incarico di organizzarvi la marina militare.
In quest'incarico Rožestvenskij diede prova di abnegazione ed efficienza, ma una rottura fra la Russia di Alessandro III ed il principe Alessandro I di Bulgaria portò al richiamo in patria degli ufficiali russi in servizio in Bulgaria.
Successivamente ad un incarico in Estremo Oriente, nel 1892 Rožestvenskij venne nominato addetto navale a Londra, nel 1894 venne nominato comandante dell'incrociatore "Vladimir Monomach" che condusse in Estremo Oriente in occasione della crisi determinata dalla guerra sino-giapponese. Nel dicembre del 1898 venne promosso contrammiraglio.
Nel luglio del 1902 Rožestvenskij si distinse in occasione di un'esercitazione navale alla presenza dello Zar e del Kaiser e si guadagnò il favore di Nicola II di Russia. Infine nel 1903 Rožestvenskij venne nominato capo di Stato Maggiore della Marina.
Ebbe modo di guadagnarsi i favori dello Zar nel 1902, durante un’esercitazione cui l’autocrate di Russia assistette insieme al Kaiser tedesco.
In quella occasione i due monarchi ebbero modo di apprezzare il temperamento dell’ammiraglio quando lo videro scagliare un binocolo in mare in preda alla collera.
Il suo carattere era talmente complicato ed irascibile che il personale della Marina imbarcò ben cinquanta binocoli sulla sua nave ammiraglia diretta alla volta dell'Estremo Oriente per la fatale battaglia di Tsushima, prevedendo che l'Ammiraglio ne avrebbe scagliati in mare un buon numero durante il tragitto.

### La guerra russo-giapponese e la battaglia di Tsushima
La carriera di Rožestvenskij fino al 1904 non aveva visto avvenimenti eccezionali.
Come ufficiale aveva partecipato ad una sola campagna, la guerra russo-turca né aveva compiuto imprese spettacolari. Si era tenuto lontano dalla corruzione ed aveva sempre mostrato un'abnegazione ed un impegno rari nella Marina Imperiale Russa dell'epoca.
Fu la guerra russo-giapponese a portare Rožestvenskij a fama mondiale. La piega nettamente sfavorevole per la Russia delle operazioni militari, con il conseguente assedio e blocco navale di Port Arthur condussero l'alto comando russo ad inviare dal Baltico una squadra navale per sbloccare Port Arthur. Tale squadra venne denominata (alquanto prematuramente, in quanto le unità della costituenda formazione erano nel Baltico) Seconda Squadra del Pacifico.
Si trattava in realtà di un complesso di unità eterogenee: accanto a navi da battaglia di recente costruzione si trovavano unità piuttosto in cattivo stato, né l'addestramento degli equipaggi né la preparazione degli ufficiali erano paragonabili allo standard dei giapponesi. Al di là dell'addestramento al combattimento, il compito non si presentava facile.
La squadra avrebbe dovuto navigare su tre oceani, senza la sicurezza di un approdo per rifornirsi di carbone.
Delle grandi potenze la Gran Bretagna, segretamente legata al Giappone, avrebbe osservato una rigida neutralità, la Francia e la Germania sarebbero state più favorevoli, ma non avrebbero potuto spingere oltre un certo limite la loro benevolenza. La flotta salpò nell'ottobre del 1904 da Libau e dopo pochi giorni la navigazione venne funestata dall'incidente del Dogger Bank (detto anche "incidente di Hull") allorché la squadra, temendo un attacco insidioso di torpediniere giapponesi aprì il fuoco su pescherecci britannici. Questo incidente complicò viepiù i rapporti con la Gran Bretagna.
Quindi la squadra si divise in due: una divisione avrebbe circumnavigato l'Africa lungo la rotta del Capo, l'altra avrebbe attraversato il canale di Suez, entrambe le formazioni si riunirono a Nosy Be in Madagascar nel gennaio del 1905 quando ormai Port Arthur era caduta. Era venuta meno la ragione strategica dell'impresa, ma da San Pietroburgo si ordinò di proseguire fino a Vladivostok.
Quindi la squadra salpò dal Madagascar e traversò l'Oceano Indiano, traversò lo stretto di Malacca e raggiunse la baia di Cam Ranh nell'Indocina francese. Lì peraltro Rožestvenskij dovette attendere una squadra di rinforzo, costituita da navi vecchie al comando del contrammiraglio Nebogatov. Infine nel maggio 1905 salpò per Vladivostok.
Impresa difficile: avrebbero navigato vicinissimi alla basi nemiche in Giappone e Corea, ed i giapponesi disponevano di equipaggi meglio addestrati e più riposati. La formazione fu avvistata in navigazione nello stretto di Tsushima e subito affrontata dalla squadra agli ordini dell'ammiraglio Tōgō Heihachirō.
La battaglia fu aspra e vide la netta vittoria giapponese. Rožestvenskij, ferito ed in stato d'incoscienza, venne trasbordato dalla nave di bandiera su di una torpediniera e quindi su di un'altra che si arrese ai giapponesi.
Rimpatriato a conclusione delle ostilità, venne sottoposto a Corte Marziale ma assolto da ogni accusa.
Al di là della netta sconfitta patita a Tsushima, il viaggio attraverso tre oceani della Seconda Squadra del Pacifico si può considerare una delle più grandi imprese navali.